# Dichroa platyphylla
Dichroa platyphylla är en hortensiaväxtart som beskrevs av Elmer Drew Merrill. Dichroa platyphylla ingår i släktet Dichroa och familjen hortensiaväxter. Inga underarter finns listade i Catalogue of Life.